# Per Nordahl
Per Nordahl, född den 1 augusti 1954 i Ängelholm, är en svensk före detta orienterare på elitnivå och ansedd som en av Skånes största orienteringsprofiler genom tiderna. Han tävlade för skånska Örkelljunga FK och representerade det svenska landslaget i orientering på junior- och seniornivå.

## Biografi
Till Nordahls orienteringshöjdpunkter hör att han blev historisk då han som första skåning vann den klassiska distansen vid Svenska Mästerskapen i orientering, Dag-SM, 1977. Under femårsperioden 1977–1981 tog Nordahl fem SM-medaljer, varav fyra individuella och en stafett, och som junior åren dessförinnan vann han bland annat Skol-SM, Natt-SM och var med i det segrande svenska laget vid Nordiska Mästerskapen i stafett.
Per Nordahl har på olika sätt fortsatt att vara engagerad inom orienteringssporten. Bland annat var han ordförande för elitorganisationen O-ringen åren 1979–1985, 2008 startade han orienteringsgymnasiet i Örkelljunga och sedan 1984 driver han Per Nordahl AB som numera är arrangör av orienteringsresor.
Det finns än i dag en orienteringsklubb i Sandviken, OK Pers Lärjungar, som är uppkallad efter Nordahl som åren 1976–1978 var den förste orienteringsinstruktören på det då nystartade riksidrottsgymnasiet.